# Cristián Gunter III de Schwarzburgo-Sondershausen
Cristián Gunter III de Schwarzburgo-Sondershausen (en alemán, Christian Günther III. von Schwarzburg-Sondershausen; Ebeleben, 24 de junio de 1736-Sondershausen, 14 de octubre de 1794) fue el príncipe reinante de Schwarzburgo-Sondershausen desde 1758 hasta su muerte. Algunos autores lo llaman príncipe Cristián Gunter I, por ser el primer gobernante de Schwarzburgo-Sondershausen con el nombre Cristián Gunter con el título de príncipe. Otros lo denominan Cristián Gunter III, porque existieron dos condes anteriores con ese nombre.

## Biografía
Cristián Gunter III fue el hijo del príncipe Augusto I de Schwarzburgo-Sondershausen (1691-1750) y de su esposa, la princesa Carlota Sofía (1696-1762), una hija del príncipe Carlos Federico de Anhalt-Bernburg.
Sucedió como príncipe reinante de Schwarzburgo-Sondershausen después de la muerte de su tío, Enrique XXXV, en 1758, porque Enrique XXXV no estaba casado ni tenía hijos, y el padre de Cristián Gunter III ya había muerto en 1750.
Tuvo que tratar con una serie de problemas cuando heredó el principado. Algunos abusaban del poder, y el país sufría las consecuencias de la guerra de los Siete Años. Aunque solo tenía 22 años, se manejó para resolver estos problemas con celo infatigable y vigorosa energía.
Fue considerado un frugal gobernante y padre. Utilizó el dinero que ahorró para construir algunos importantes edificios. Expandió su residencia en el palacio de Sondershausen  extendiendo el ala norte y añadió el famoso "salón azul" al ala oeste. También construyó, así llamados, muy grandes edificios "dominio" en Allmenhausen y Sondershausen, y la torre de vigilancia en el pico del monte Possen, en la cordillera de Hainleite. Su castillo favorito era el castillo de Ebeleben, donde creció. Expandió este castillo, y reformó completamente el parque adyacente. Las estatuas, cascadas, fuentes y flores lo hicieron un parque renombrado por largo tiempo.
Murió en 1794, a la edad de 58, y fue sucedido por su hijo mayor, Gunter Federico Carlos I.

## Matrimonio e hijos
El 4 de febrero de 1760, Cristián Gunter III se casó con Carlota Guillermina (1737-1777), una hija del príncipe Víctor Federico II de Anhalt-Bernburg. Tuvieron los siguientes hijos:
- Gunter Federico Carlos I (1760-1837), su sucesor.
- Catalina Carlota Federica Albertina (1761-1801), casada en 1790 con el príncipe Federico Carlos Alberto de Schwarzburgo-Sondershausen.
- Gunter Alberto Augusto (1767-1833).
- Carolina Augusta Albertina (1769-1819), deán en Herford.
- Albertina Guillermina Amalia (1771-1829), casada en 1795 con el duque Fernando Federico de Wurtemberg (1763-1834), divorciada en 1801.
- Juan Carlos Gunter (1772-1842).